# 3. årtusinde f.Kr.
Årtusinder: 4. årtusinde f.Kr. – 3. årtusinde f.Kr. – 2. årtusinde f.Kr.

## Begivenheder
- ca. 2600 f.Kr.: Kobberudvinding og -bearbejdning.
- 2558-2449 f.Kr.: Keops- og Khefrenpyramiden bliver opført.
- ca. 2500 f.Kr.: Stonehenge, første byggefase.
- År 2773 f.Kr.: Ny ægyptisk kalender i brug. Den reguleres efter Sirius' stilling på himlen, og dette årstal er den første sikre tidsangivelse.
- 2371 f.Kr.: Sargon af Akkad bestiger tronen. Det akkadiske dynasti grundlægges.
- Ca. 2000 f.Kr.: Paladserne ved Knossos, Phaistos og Mallia på Kreta bliver opført.

## Dødsfald
- 2191 f.Kr.: Shu-Durul af Akkad dør. Det akkadiske rige bryder sammen.